# Meli Meli
Albums de Cheb Mami
Saïda
(1995) Dellali
(2001)
Singles
1. Parisien du nord
Sortie : 1998

Meli Meli est un album du chanteur de raï algérien Cheb Mami, sorti en février 1998 sur le label Virgin Records, réédité en 1999 avec deux titres bonus.

## Classements
L'album se classe vingt semaines dans le Top Albums France, culminant à la 28e place en deuxième semaine.
Parisien du nord, le single extrait, en duo avec K-mel d'Alliance Ethnik se place en cinquième position du Top Singles France durant une semaine, sur les 33 où il est classé.

## Liste des titres
Toutes les chansons sont écrites et composées par Cheb Mami.
| Édition Totem Records | Édition Totem Records             | Édition Totem Records | Édition Totem Records | Édition Totem Records | Édition Totem Records | Édition Totem Records | Édition Totem Records | Édition Totem Records | Édition Totem Records |
| No                    | Titre                             | Durée                 |                       |                       |                       |                       |                       |                       |                       |
| --------------------- | --------------------------------- | --------------------- | --------------------- | --------------------- | --------------------- | --------------------- | --------------------- | --------------------- | --------------------- |
| 1.                    | Meli meli                         | 3:33                  |                       |                       |                       |                       |                       |                       |                       |
| 2.                    | Alache alik                       | 4:16                  |                       |                       |                       |                       |                       |                       |                       |
| 3.                    | Bledi                             | 3:25                  |                       |                       |                       |                       |                       |                       |                       |
| 4.                    | Parisien du Nord (duo avec K-mel) | 4:36                  |                       |                       |                       |                       |                       |                       |                       |
| 5.                    | Rani maak el youm                 | 4:32                  |                       |                       |                       |                       |                       |                       |                       |
| 6.                    | H'rabti                           | 3:49                  |                       |                       |                       |                       |                       |                       |                       |
| 7.                    | Hada ch'hal                       | 4:03                  |                       |                       |                       |                       |                       |                       |                       |
| 8.                    | Hatachi                           | 4:39                  |                       |                       |                       |                       |                       |                       |                       |
| 9.                    | Bekatni                           | 3:30                  |                       |                       |                       |                       |                       |                       |                       |
| 10.                   | Cheikh                            | 3:51                  |                       |                       |                       |                       |                       |                       |                       |
| 11.                   | Azwaw 2 (duo avec Idir)           | 5:02                  |                       |                       |                       |                       |                       |                       |                       |
| 45:16                 |                                   |                       |                       |                       |                       |                       |                       |                       |                       |

| Titres supplémentaires - Édition Virgin France | Titres supplémentaires - Édition Virgin France | Titres supplémentaires - Édition Virgin France | Titres supplémentaires - Édition Virgin France | Titres supplémentaires - Édition Virgin France | Titres supplémentaires - Édition Virgin France | Titres supplémentaires - Édition Virgin France | Titres supplémentaires - Édition Virgin France | Titres supplémentaires - Édition Virgin France | Titres supplémentaires - Édition Virgin France |
| No                                             | Titre                                          | Durée                                          |                                                |                                                |                                                |                                                |                                                |                                                |                                                |
| ---------------------------------------------- | ---------------------------------------------- | ---------------------------------------------- | ---------------------------------------------- | ---------------------------------------------- | ---------------------------------------------- | ---------------------------------------------- | ---------------------------------------------- | ---------------------------------------------- | ---------------------------------------------- |
| 12.                                            | Parisien du Nord (remix)                       | 3:32                                           |                                                |                                                |                                                |                                                |                                                |                                                |                                                |
| 13.                                            | Marseillais du Nord                            | 3:50                                           |                                                |                                                |                                                |                                                |                                                |                                                |                                                |
| 52:38                                          |                                                |                                                |                                                |                                                |                                                |                                                |                                                |                                                |                                                |

Toutes les chansons sont écrites et composées par Cheb Mami.
| Réédition 1999 Virgin France | Réédition 1999 Virgin France      | Réédition 1999 Virgin France | Réédition 1999 Virgin France | Réédition 1999 Virgin France | Réédition 1999 Virgin France | Réédition 1999 Virgin France | Réédition 1999 Virgin France | Réédition 1999 Virgin France | Réédition 1999 Virgin France |
| No                           | Titre                             | Durée                        |                              |                              |                              |                              |                              |                              |                              |
| ---------------------------- | --------------------------------- | ---------------------------- | ---------------------------- | ---------------------------- | ---------------------------- | ---------------------------- | ---------------------------- | ---------------------------- | ---------------------------- |
| 1.                           | Meli meli                         | 3:32                         |                              |                              |                              |                              |                              |                              |                              |
| 2.                           | Alache alik                       | 4:16                         |                              |                              |                              |                              |                              |                              |                              |
| 3.                           | Bledi                             | 3:25                         |                              |                              |                              |                              |                              |                              |                              |
| 4.                           | Rani maak el youm                 | 4:32                         |                              |                              |                              |                              |                              |                              |                              |
| 5.                           | H'rabti                           | 3:49                         |                              |                              |                              |                              |                              |                              |                              |
| 6.                           | Hada ch'hal                       | 4:03                         |                              |                              |                              |                              |                              |                              |                              |
| 7.                           | Hatachi                           | 4:39                         |                              |                              |                              |                              |                              |                              |                              |
| 8.                           | Bekatni                           | 3:30                         |                              |                              |                              |                              |                              |                              |                              |
| 9.                           | Cheikh                            | 3:51                         |                              |                              |                              |                              |                              |                              |                              |
| 10.                          | Azwaw 2 (duo avec Idir)           | 5:02                         |                              |                              |                              |                              |                              |                              |                              |
| 11.                          | Parisien du Nord (duo avec K-mel) | 3:32                         |                              |                              |                              |                              |                              |                              |                              |
| 12.                          | Marseillais du Nord               | 3:51                         |                              |                              |                              |                              |                              |                              |                              |
| 13.                          | Au pays des merveilles            | 3:53                         |                              |                              |                              |                              |                              |                              |                              |
| 14.                          | Azwaw                             | 3:52                         |                              |                              |                              |                              |                              |                              |                              |
| 55:49                        |                                   |                              |                              |                              |                              |                              |                              |                              |                              |